# Mastigoproctus abeli
Espèce
Mastigoproctus abeli est une espèce d'uropyges de la famille des Thelyphonidae.

## Distribution
Cette espèce est endémique de l'État de Falcón au Venezuela. Elle se rencontre dans la grotte Cueva del Zumbador sur le Cerro la Misión dans la cordillère de la Costa.

## Description
Le mâle holotype mesure 44 mm et la femelle paratype 37 mm.

## Étymologie
Cette espèce est nommée en l'honneur d'Abel Pérez González.

## Publication originale
- Villarreal & Giupponi, 2009 : Nueva especie de Mastigoproctus Pocock, 1894 (Thelyphonida, Thelyphonidae) de Venezuela noroccidental. Graellsia, vol. 65, no 2, p. 145-153 (texte intégral).